# Mazda RX-8 Hydrogen RE

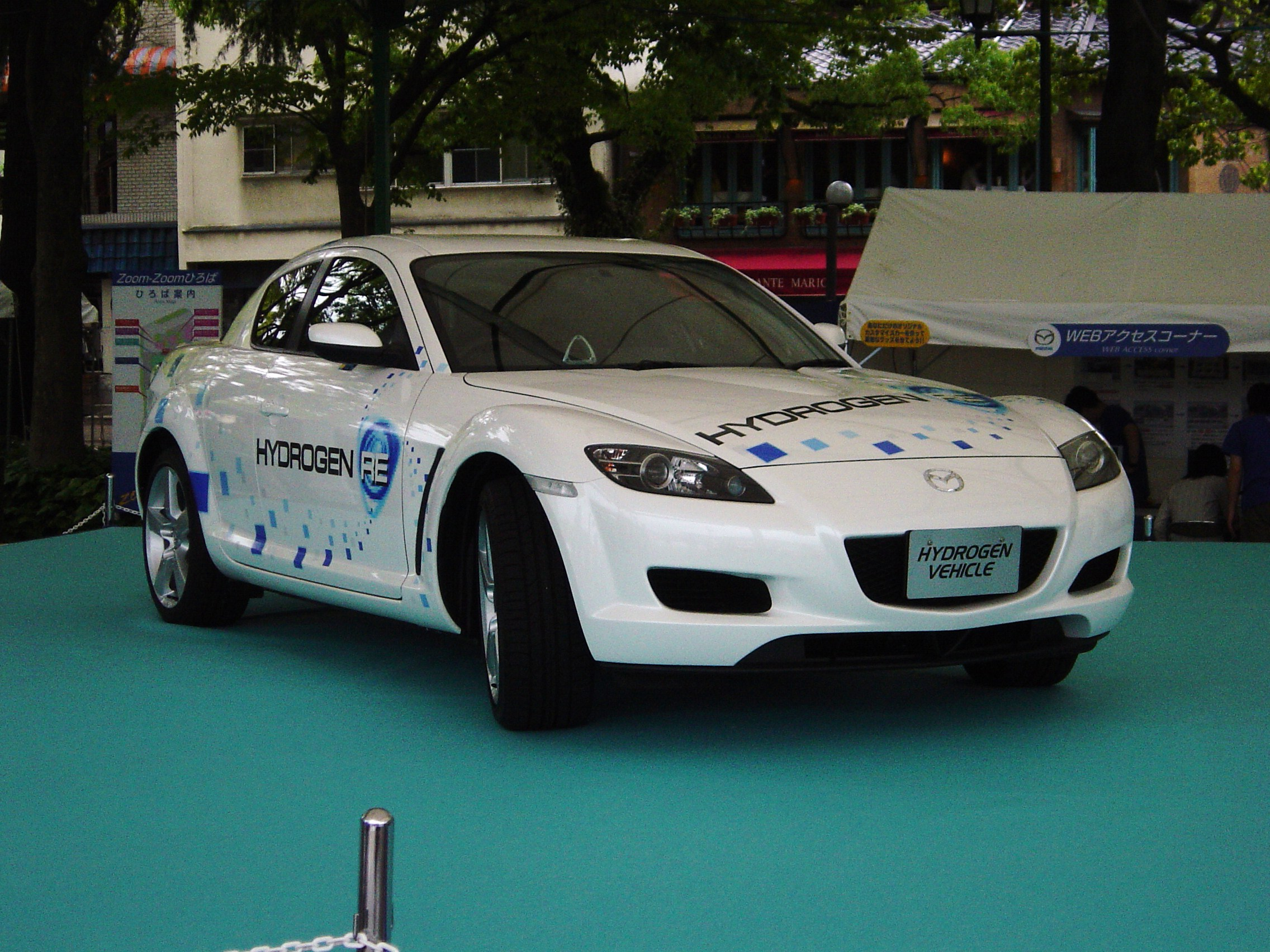
Mazda RX-8 Hydrogen RE

De Mazda RX-8 Hydrogen RE is een 2003 bi-brandstof versie van de RX-8 sportwagen waarin de wankelmotor is geconfigureerd om zowel op waterstof alswel benzine te draaien.
Dit is de vijfde hybride auto van Mazda dat werd uitgerust met een waterstof-wankelmotor. De waterstoftank heeft een capaciteit van 110 liter bij 350 bar voor de opslag van 2,4 kilogram waterstof en is een aanvulling op de 61 liter benzinetank. De type goedkeuring als wegvoertuig werd in 2005 verkregen en in 2006 werden de eerste lease-auto's aan klanten (Idemitsu en Iwatani) geleverd. In november 2007 kondigde Mazda de levering van 30 stuks RX-8 HRE aan het Noorse waterstofproject Hynor aan.
De RENESIS wankelmotor heeft de volgende specificaties:
| Motor                           | twin-rotor wankelmotor                          | twin-rotor wankelmotor                          |
| Cilinder inhoud                 | 2 x 654 cc (equivalente verplaatsing: 2,616 cc) | 2 x 654 cc (equivalente verplaatsing: 2,616 cc) |
| Modus                           | Waterstof                                       | Benzine                                         |
| Performance                     | 80 kW (109 PS)                                  | 154 kW (210 PS)                                 |
| Maximum koppel                  | 140 Nm bij 5.000 U/min                          | 222 Nm bij 5.000 U/min                          |
| Versnellingsbak                 | 5-versnellingsbak handmatig                     | 5-versnellingsbak handmatig                     |
| Maximumsnelheid                 | 170 km/h (op H2)                                | 170 km/h (op H2)                                |
| Acceleratie van 0 - 100 km / h. | 10 s                                            | 10 s                                            |
| Radius                          | 100 km                                          | 550 km                                          |